# Hàgia Rumeli
Hàgia Rumeli (grec Αγιά Ρουμέλη, normalment transcrit Agia Roumeli) és un petit poble a la costa del sud-oest de l'illa grega de Creta, situat a pocs quilòmetres de la sortida sud de la Gorja de Samarià. Per a la majoria de visitants de la Gorja aquest és el lloc per agafar el ferri de tornada. El poble té alguns hotels modestos i algunes tavernes que s'omplen de vida durant la temporada turística. Hàgia Rumeli té una llarga platja i un petit moll on para el ferri que fa el trajecte des de i cap a Khora Sfakion via Lutró. No hi ha accessos per carretera, només camins estrets per on passa un burro (que és l'únic mitjà per transportar els accidentats a la Gorja).
A prop, terra endins hi ha les restes de l'antiga Tarrha.

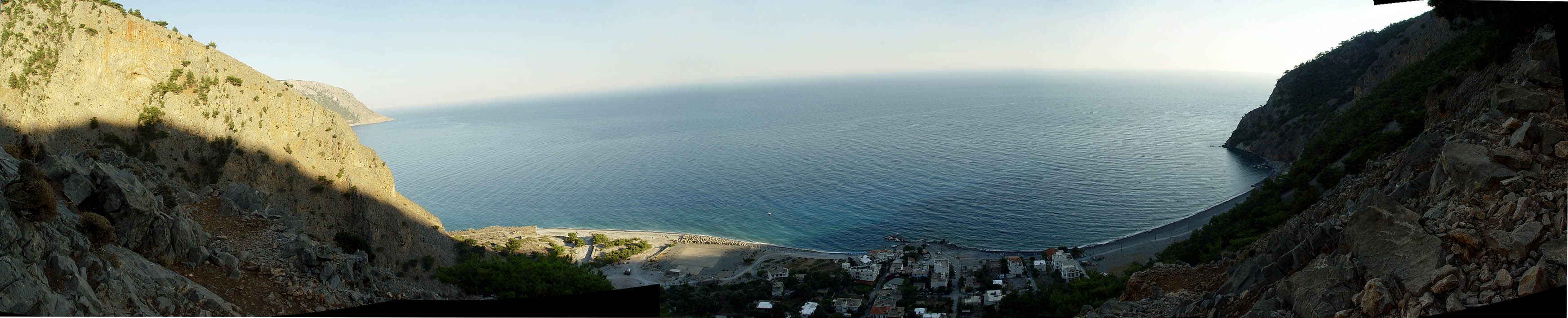
Hàgia Rumeli des de les muntanyes veïnes